# 팬덤릭스
팬덤릭스(영어: Pandemrix)는 H1N1과 같은 인플루엔자의 감염을 막기위해 개발된 백신(vaccine)이다. 글락소 스미스클라인(Glaxo SmithKline) 사(社)에서 개발되었으며, 2006년 9월에 특허 등록이 되었다.
유럽 위원회(European Commission)에서는 유럽의약품기구(European Medicines Agency)의 추천에 따라 2009년 9월에 H1N1의 백신의 하나로서, 세계보건기구(WHO)와 유럽연합(EU)은 팬덤릭스를 공식 백신으로서 승인했다.

## 성분
H1N1으로부터 추출된 활동 항원(active antigen)에다가 항원보강제(immunologic adjuvant) AS03으로 구성되어 있다.
티오머살(Thiomersal)은 방부제(preservative)로서 추가되어 있다. 달걀에서 제조되면서 팬덤릭스는 극소량의 달걀 단백질이 포함된다. 추가적인 중요한 비의약품(non-medicinal) 성분으로는 폼알데하이드(formaldehyde), 디옥시콜산(Deoxycholic acid) 그리고 슈크록스(sucrose)가 있다.

### 보조 이용
2009년의 인플루엔자 범유행에 따라서 다른 H1N1 백신들이 개발되는 동안, 항원보강제의 이용은 신체 면역 시스템의 효능을 촉진시킬 것이라는 주장이 있다.
영국 보건부의 데이비드 솔즈베리(David Salisbury) 교수는 항원보강제와 함께 백신을 사용하는 것은 효율적인 백신이용이 가능할 것이라고 밝혔다. 그는 “항원보강제 백신을 사용하는 장점중의 하나는 돌연변이(mutation)의 확산에 대항할 수 있다는 것이다. 항원보강제는 플루에 대항할 수 있는 새로운 전략이다.”라고 말했다.

## 접종
이 백신은 분리된 바이알(vial)로 공급되며, 하나는 항원보강제가, 다른 것들은 근육 접종전에 섞는게 필요한 불활화 백신이다.
처음에는 첫 접종후 21일 후에 두번을 접종해야 충분한 항체가 생성되는 것으로 생각되었다. 하지만 연속적인 테스트 결과 대부분에 사람에게 1회 접종만으로도 충분한 효력을 발휘되는 것으로 확인되었다. 하지만 면역결핍증(Immunodeficiency) 어른과 10세 이하의 어린이들에게는 2회 접종이 필요하다고 생각되고 있다.
그러나 2회 접종을 실시하면 열이 나는 등 부작용이 증가하는 것으로 나타난다고 밝혀졌다.

## 유효성
2009년 12월 3일까지 천 백만 2천개의 도즈(doses)가 영국에서 접종되었다.

## 같이 보기
- 오셀타미비르
- 인플루엔자 백신